# Usta miasta kast
Usta miasta kast – album kompilacyjny przedstawicieli śląskiej sceny hip-hopowej stworzony przez Wojciecha „Fokusa” Alszera. W oryginalnym zamyśle miał być to jego debiutancki, solowy album producencki, ostatecznie jednak stroną muzyczną zajęli się przede wszystkim Rafał „Jajonasz” Łukaszczyk i Igor „IGS” Sobczyk. Było to pierwsze wspólne wydawnictwo wszystkich późniejszych członków i współpracowników grupy Paktofonika. Płytę wydała oficyna Gigant Records.

## O albumie
W wywiadzie poprzedzającym o kilka dni wydanie Ust miasta kast Fokus stwierdził, że celem powstania kompilacji była chęć zaprezentowania „śląskiego hip-hopu najwyższych lotów”. Zdradził też, że zdecydował się umieścić na składance utwory pochodzące z dwóch okresów: nagrywane w latach 1997–1997 i 1998–1999. Pięć z nich znalazł na dysku twardym Jajonasza. Zapowiedział również, iż Usta mają stać się serią wydawniczą, a na ich drugiej części zamierza skupić się na obiecujących kobietach ze środowiska hip-hopowego. Pomimo upływu lat, projekt nie był już jednak kontynuowany.
Wydana w 2015 roku pod patronatem Narodowego Centrum Kultury Antologia polskiego rapu wśród najważniejszych polskich utworów hip-hopowych wyróżniła pochodzący z Ust miast kast utwór „Witam na majq”.
Utwór „Mikro mikrofoni” wykonany został w języku romskim.

## Lista utworów
Opracowano na podstawie materiału źródłowego.
1. Mea, Fokus – „Intro” – 1:40
2. Zapis-C-Rytmu – „Statyści” – 4:58
3. Prohibeate'97 – „Jak w jabłku pestka” – 2:16
4. Emcefalograf – „Kilka słów o sobie” – 3:52
5. Fokus – „Stem tutaj” – 3:51
6. Bas Tajpan – „Dla tych (Rude Boys Salute)” – 3:34
7. Gutek – „Tysiąc lat” – 4:04
8. Fokus – „Śmietan(k)a” – 0:56
9. Płonący Squat – „Wokal prześladowca” – 4:11
10. P.A.K.T. – „Czas robi swoje” – 3:29
11. Jajonasz, Fokus, Bas Tajpan, Dene – „Witam na majq” – 4:50
12. Andreforos 032 – „Życie” – 3:11
13. Dene, Gutek – „Mikro mikrofoni” – 3:26
14. P.A.K.T. – „Warto$ci” – 2:58
15. Jajonasz, Łodzianin – „Mikroforte'97” – 3:02
16. Jajonasz, Bas Tajpan, Cewu, Dene, Lis, Żulian, Anik – „Inwestycje drobne” – 5:00
17. Magik, Tymi, Fokus, Pih, Rahim – „A robi się to tak…” – 6:04
18. Fokus – „100 wersów (Dstaeśesemesa rmx)” – 4:48
19. Sot – „Bit” – 1:32

## Twórcy
Opracowano na podstawie materiału źródłowego.

- Wojciech „Fokus” Alszer – kierownictwo artystyczne, wokal (1, 5, 8, 11, 17–18), projekt graficzny okładki
- Rafał „Jajonasz” Łukaszczyk – wokal (11, 15–16), produkcja (2–3, 10–11, 13, 15–16)
- Igor „IGS” Sobczyk – produkcja (7-8, 12, 18)
- FT2 B.E.A.D.T.Z. (Fokus, Michał „Beny” Bębenek, Łukasz „Młody” Grabowski)[1] – produkcja (1, 5)
- Sebastian „DJ Bambus” Michalski – skrecze
- Ewa „Mea” Rapacz – wokal (1)
- Zapis-C-Rytmu – wokal (2)
- Prohibeate'97 (Dawid „HST” Kaczorek, „Risq”) – wokal (3)
- Emcefalograf (Michał „Goozek” Gauza, Łukasz „Siek” Siekanowicz) – wokal (4)
- Damian „Bas Tajpan” Krępa – wokal (6, 11, 16)
- Piotr „Gutek” Gutkowski – wokal (7, 13)
- Płonący Squat (Marcin „Bu” Przywieczerski, „DNA”, „eMGik”, „Kubaniec”) – wokal (9)
- P.A.K.T. – wokal (10, 14)
- „Dene” – wokal (11, 13, 16)
- Andreforos 032 („Dene”, „Zylus”) – wokal (12)
- „Łodzianin” – wokal (15)
- „Cewu” – wokal (16)
- „Lis” – wokal (16)
- „Żulian” – wokal (16)
- „Anik” – wokal (16)
- Piotr „Magik” Łuszcz – wokal (17)
- Rafał „Tymi” Tymiński – wokal (17)
- Adam „Pih” Piechocki – wokal (17)
- Sebastian „Rahim” Salbert – wokal (17), produkcja
- Marcin „Sot” Zięba – beatbox (19)
- Andrzej Ozimina – zdjęcia